# Мариана Паунова-Алджи
Мариана Трифонова Паунова-Алджи е българска оперна певица – контраалт и пианистка.

## Биография
Родена е на 13 юни 1951 г. в село Къпиново, област Велико Търново. В продължение на две години учи пиано при Ян Екер във Варшавската консерватория, а през 1969 г. завършва академията „Санта Чечилия“ в Рим. След това преподава пиано и клавесин в университета „Мак Гил“ в Монреал, Канада. През 1972 г. завършва оперно пеене при Едит де ла Пергола в Консерваторията в Монреал.
През 1979 г. участва в спектакъла посветен на 100-годишнината от написването на операта „Евгений Онегин“ от Чайковски в Метрополитън опера в Ню Йорк. Пее в Европа, Северна и Южна Америка, Азия, Австралия и Африка. Участва в концерти посветени на 1300-годишнината на България във Вашингтон.
Лауреатка е на международните конкурси в Енина (Италия), Тулуза (Франция), XIV конкурс на националното радио в Канада и Музикалния конкурс в Канада. Под неин патронаж се провежда Първият международен фестивал „Орфей“ във Велико Търново.
Умира на 27 юли 2002 г. в Ню Йорк, САЩ. По нейно желание е погребана в родното си село.